# Prinsengrachtziekenhuis

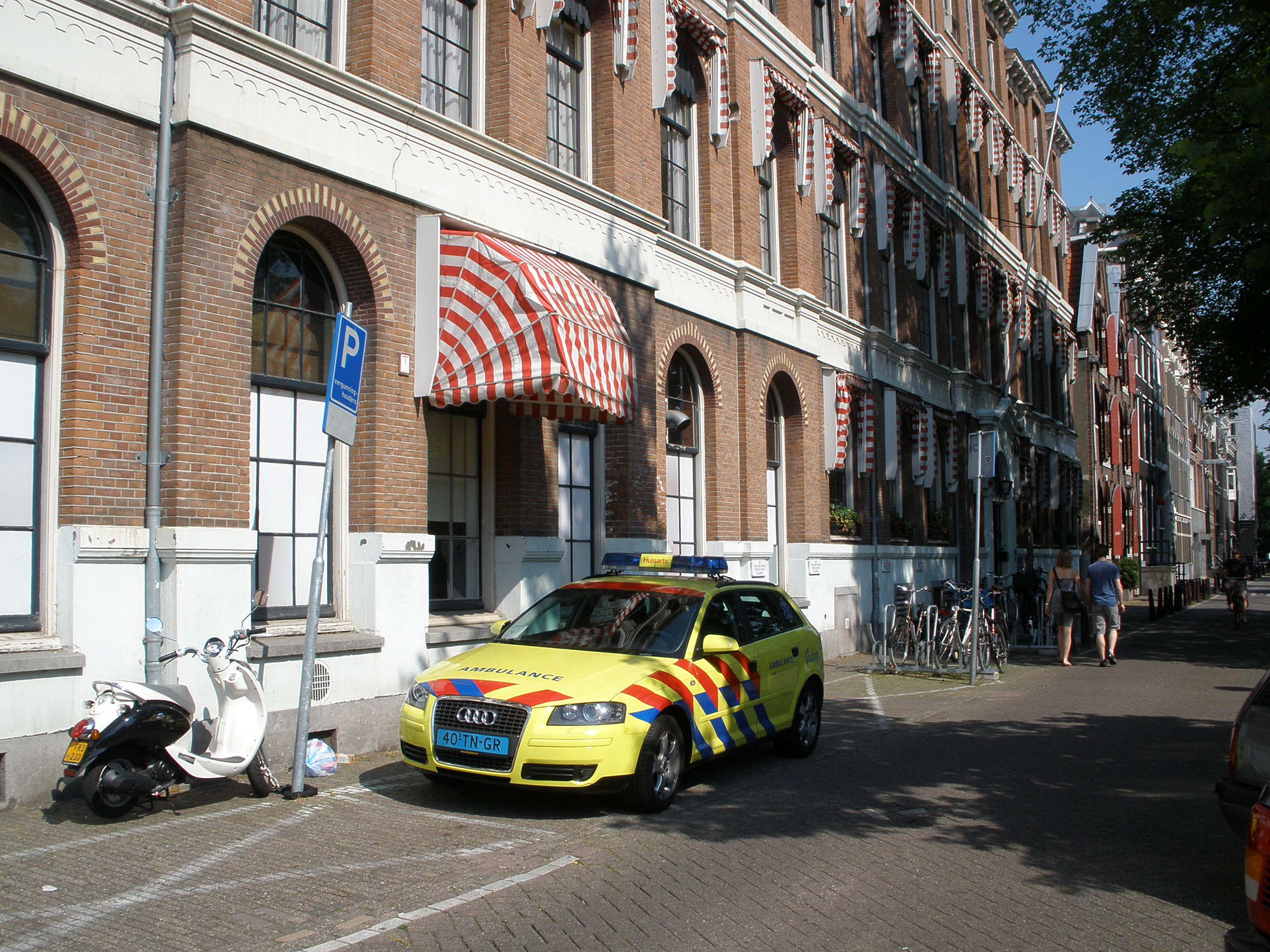
Prinsengrachtziekenhuis

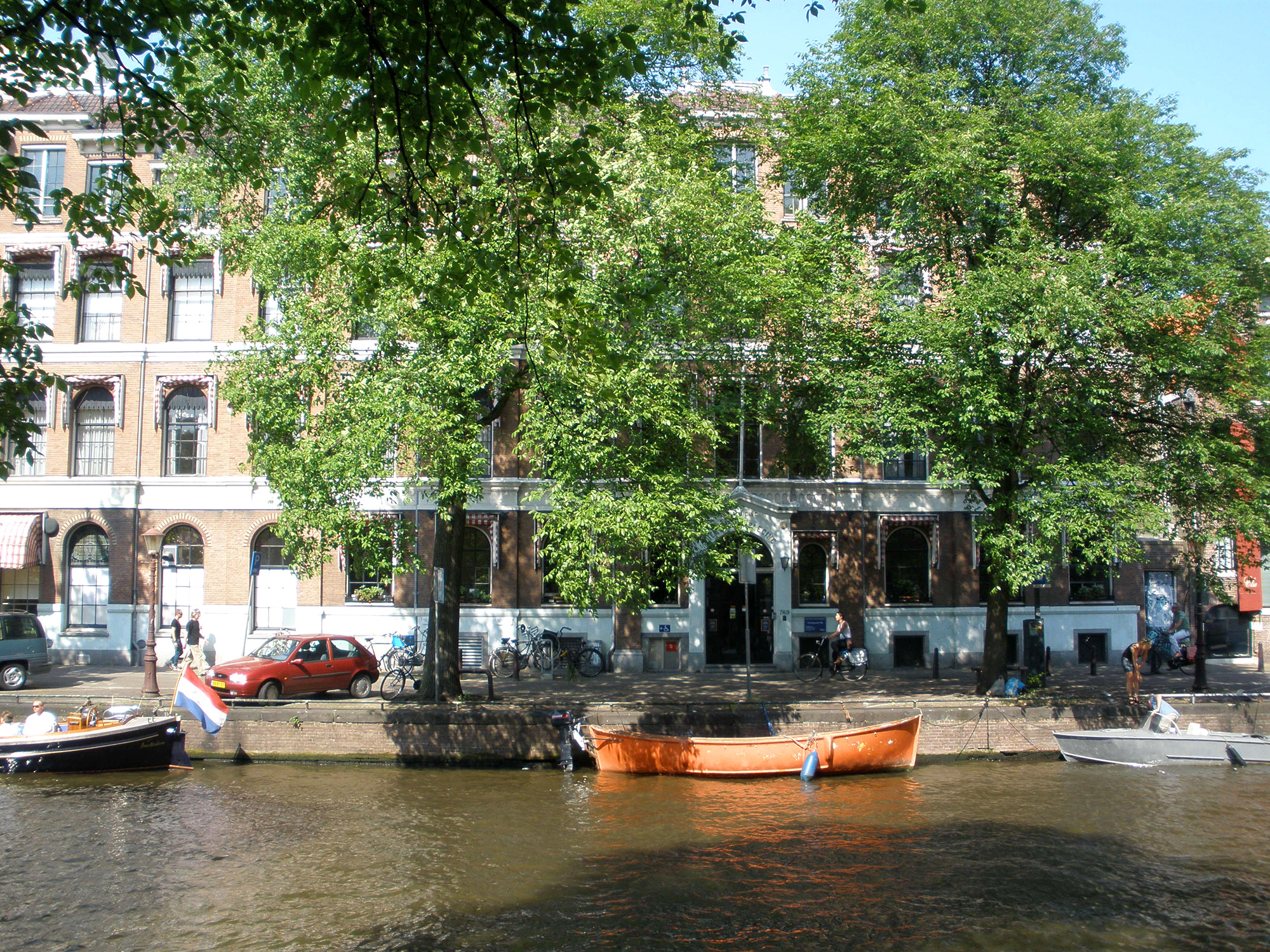
Prinsengrachtziekenhuis

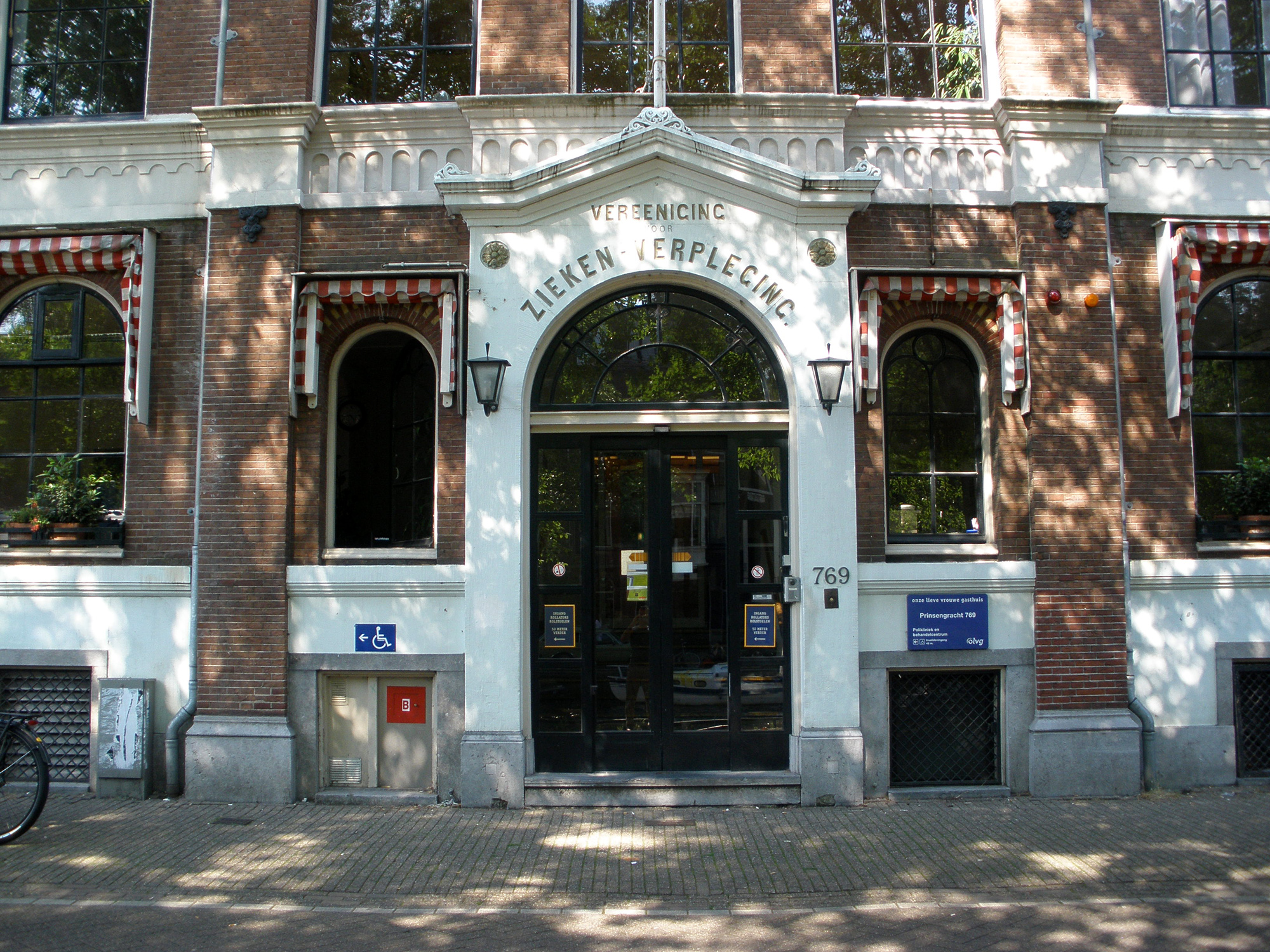
Prinsengrachtziekenhuis, ingang

Het Prinsengrachtziekenhuis, later OLVG locatie Prinsengracht genoemd, is een 19e-eeuws voormalig ziekenhuis aan Prinsengracht 769 in Amsterdam. Het gebouw, ontworpen door J.H. Leliman, werd in 2001 aangewezen als rijksmonument.
Het ziekenhuis had veel bekende patiënten. De schrijver Simon Carmiggelt werd er in oktober 1987, vlak voor zijn dood, twee keer opgenomen. Schrijver Chr. J. van Geel overleed in het ziekenhuis in 1974, na een operatie aan een tumor in zijn ruggenmerg. De Amsterdamse burgemeester Arnold Jan d'Ailly overleed in het ziekenhuis in 1967. De Vlaamse kunstschilder en beeldhouwer Rik Wouters overleed er in 1916. Sportverslaggever en presentator Barend Barendse stierf er in 1981.
De plantkundige Jacob Heimans was van 1959 tot zijn overlijden in 1978 emeritus hoogleraar in het Prinsengrachtziekenhuis, waar hij onderzoek deed naar erfelijkheid en evolutie.

## Geschiedenis
De protestants-christelijke Vereeniging voor Ziekenverpleging, opgericht in 1843 na een cholera-epidemie, liet in 1854 een ziekenhuis bouwen op de plek van drie afgebrande grachtenpanden. Dit Prinsengrachtziekenhuis, dat in juni 1857 in gebruik genomen werd, was in de negentiende eeuw een hospitaal voor de gegoede burgerij, terwijl de arme bewoners van de stad aangewezen waren op het Binnengasthuis.
Oorspronkelijk had het ziekenhuis geen aparte OK-afdeling. De eigen kamer was zo nodig ook operatiekamer. Later werd de bovenste verdieping als aparte OK-afdeling ingericht zonder recovery. Alle verpleegkundigen waren vrouwen; pas in 1978 mochten ook mannen verpleger in het ziekenhuis worden.
Fusiebesprekingen tussen het protestantse Prinsengrachtziekenhuis en rooms-katholieke Onze Lieve Vrouwe Gasthuis (OLVG) begonnen in 1993. De fusie kwam een jaar later tot stand. Hierna diende het gebouw tot 2014 als polikliniek onder de naam OLVG locatie Prinsengracht. In 1996 werden de laatste 36 bedden in het Prinsengrachtziekenhuis opgeheven en kreeg het ziekenhuis een puur poliklinische functie. In 2014 werd ook de polikliniek gesloten. Sindsdien zijn er enkele anti-krakers in aanwezig. In februari 2016 verleende de gemeente een kapvergunning voor de bijzondere bomen in de binnentuin tussen het oorspronkelijke zusterhuis aan de Kerkstraat en de gebouwen aan de Prinsengracht, nrs 767 en 769, 1017 JZ.
Een medisch onderzoek van zo'n 5.000 betrokkenen bij de Bijlmerramp vond plaats in het Prinsengrachtziekenhuis in 1999.
Het gebouw is in 2019 in gebruik genomen als kantoorruimte.